# Crucifixión (Lucas Cranach, 1501)
La Crucifixión es una pintura del pintor alemán Lucas Cranach el Viejo, actualmente en el Kunsthistorisches Museum de Viena.
Es la primera obra conservada de Lucas Cranach. Fue pintada para la abadía escocesa de Viena. En ella se pueden ver elementos del realismo expresivo franconiano propio del gótico tardío. En cuanto a iconografía, el pintor mantiene el enfoque tradicional de la escena de la Pasión, a diferencia de su siguiente obra sobre el mismo tema, realizada en 1503. El hecho de que el pintor esté tratando de romper con los patrones tradicionales se puede intuir en la introducción en la composición de movimiento: tres espectadores nobles a caballo hablando entre sí, María desmayándose. Cranach podría haber extraído estas innovaciones de Jan Polack, quien tuvo una gran influencia en sus obras del período de Viena.